# Namīn (kommunhuvudort i Iran)
Namīn (persiska: نمين) är en kommunhuvudort i Iran.   Den ligger i provinsen Ardabil, i den nordvästra delen av landet, 400 km nordväst om huvudstaden Teheran. Namīn ligger 1 429 meter över havet och antalet invånare är 10 117.
Terrängen runt Namīn är platt åt sydväst, men åt nordost är den kuperad. Runt Namīn är det ganska tätbefolkat, med 139 invånare per kvadratkilometer. Namīn är det största samhället i trakten. Trakten runt Namīn består till största delen av jordbruksmark.